# Emilio
Emilio is de Nederlandstalige debuutsingle van de Belgische band Wawadadakwa uit 1999.
De single bevatte naast de titelsong nog het liedje Doi moi.
Het liedje verscheen op het album Voor Mama uit 2000.

## Meewerkende artiesten
- Kobe Proesmans
- Simon Pleysier
- Stefaan Blancke
- Steven Van Gool (bas)
- Winok Seresia